# 八八六十事
《八八六十事》（英語：8 E-News）是马来西亚首要媒体和八度空间旗下的电视节目。从2004年1月8日开播日子《八八六十事》是自家制作的娱乐新闻节目。播出时间为每逢星期一至五，傍晚6点30分至晚上7点现场直播播出和周末精华篇是每逢星期六和日，下午1点58分和下午4点58分播出。

## 播出时间
| 频道     | 所在地   | 播放日期          | 重播時间                        |
| -------- | -------- | ----------------- | ------------------------------- |
| 八度空间 | 马来西亚 | 2004年1月8日-至今 | 星期一至五 傍晚6点30分至晚上7点 |

## 现任主持人
- 小玉
- 魏少泷
- 萧心韵
- 罗辰昱（现为Eight FM DJ）
- 曾谊雯（现为《好吃！》主持人）
- 黄诗琦（新星Crossover 主持人）
- 张心怡（现为Eight FM DJ和Sarang K-wave主持人）
- 蔡瀞萱
- 黄侯升
- 朱宇婕
- 林宏彦

## 前任主持人
- 叶俊岑
- 李吉汉
- 云镁鑫（现为MELODY DJ）
- 陈慧恬（现为《好吃!》主持人 ）
- 温胜光
- 陈俐杏
- 颜洁颖
- 李诗斌（现为WELLOUS 品牌总监）
- 谢承伟（现为《好吃!》主持人 ）
- 黄玮瑄（现为988 DJ）
- 江穎怡
- 苏凯漩
- 龚建华
- 卢信宥
- 王贤耀